# Бакаев, Михаил Хазбиевич
Михаи́л Хазби́евич Бака́ев (5 августа 1987, Цхинвали, Юго-Осетинская автономная область, Грузинская ССР, СССР) — российский и казахстанский футболист, полузащитник.

## Карьера

### Клубная
Уроженец города Цхинвал, Юго-Осетинская автономная область. Из-за постоянного грузино-южноосетинского конфликта после распада СССР в городе не осталось никаких условий для развития футбола, и Михаил со своим старшим братом Эдуардом, тоже футболистом, переехал в российский Владикавказ, Северная Осетия. Играть начал в 2003 году в команде зоны «Юг» второго дивизиона «Автодор».
С 2006 года провёл три сезона в составе местной «Алании». После окончания сезона 2008 спортивными журналистами был признан вторым игроком клуба после Николая Цыгана.
В декабре 2008 года перешёл в «Анжи» (Махачкала). В сезоне 2009 года клуб под руководством Омари Тетрадзе стал победителем первого дивизиона и вышел в премьер-лигу. Однако Тетрадзе весной 2010 года покинул команду, а в 2011 году новый хозяин клуба Сулейман Керимов начал активную трансферную политику, закупив ряд известных звёзд (Роберто Карлос, Самуэль Это’о, Жусилей, Юрий Жирков и др.).
1 августа 2011 года Бакаев вернулся в выбывшую из премьер-лиги «Аланию», президентом которой стал Валерий Газзаев. По итогам 2012 года команда сумела выйти в премьер-лигу. Но с июня 2013 года владикавказский клуб стал испытывать финансовые проблемы, задержки по заработной плате были свыше полугода, вследствие чего многие футболисты «Алании» стали покидать команду в качестве свободных агентов.
Бакаев в январе 2014 года подписал контракт с клубом «Кайрат» сроком на три года, провёл два успешных сезона, выиграв с командой два Кубка Казахстана и став дважды призёром чемпионата.
В марте 2014 года получил гражданство Казахстана, чтобы не считаться легионером. В 2017 году перешёл в «Анжи» и отыграл один сезон, после чего став свободным агентом подписал контракт с «Оренбургом».

### В сборной
Провёл 2 матча в составе молодёжной сборной России.

## Достижения
«Анжи»
- Победитель Первого дивизиона: 2009.

«Кайрат»
- Бронзовый призёр чемпионата Казахстана: 2014
- Вице-чемпион Казахстана: 2015
- Обладатель Кубка Казахстан (2): 2014, 2015
- Обладатель Суперкубка Казахстана: 2016

## Личная жизнь
Отец — Бакаев Хазби Федрович, мать — Ходова Заира Карумовна, дочь-Бакаева София. Братья — Эдуард (1978) и Вадим. Старший брат Эдуард также был профессиональным футболистом.